# Милов, Леонид Васильевич
Леони́д Васи́льевич Мило́в (28 июля 1929, Москва — 17 ноября 2007, там же) — советский и российский историк, академик РАН (2000, членкор АН СССР с 1990). Заслуженный профессор МГУ, заведующий кафедрой истории России до начала XIX века. Лауреат Государственной премии Российской Федерации (2000).

## Биография
Окончил среднюю школу (1948), работал артистом Государственного ансамбля народного танца СССР. В 1948 году поступил на заочное, а в 1949 году перешёл на очное отделение исторического факультета МГУ (1953), позднее учился там же в аспирантуре. Младший научный сотрудник Института славяноведения АН СССР (1956—1960).
В январе 1958 года под руководством академика М. Н. Тихомирова защитил кандидатскую диссертацию «Экономические примечания к Генеральному межеванию второй половины XVIII — начала XIX вв. (некоторые вопросы источниковедения)», а в 1973 году — докторскую: «Формирование аграрно-товарного рынка Европейской России в середине XVIII — конце XIX вв. (опыт количественного анализа)». Утверждён в степени доктора исторических наук в 1975 году.
В 1960—1966 годах преподавал на кафедре источниковедения истории СССР МГУ (ассистент, старший преподаватель, доцент), до июля 1971 года работал там же по совместительству. С 1966 года — заместитель главного редактора журнала «История СССР», с 1971 года — заведующий лабораторией по применению математических методов, старший научный сотрудник в Институте истории СССР.
С сентября 1976 года вновь на историческом факультете МГУ; с декабря 1978 года — профессор.
В марте 1989 года был назначен заведующим кафедрой истории СССР периода феодализма (с 1992 года — кафедра истории России до начала XIX века). За время работы на историческом факультете прочитал курсы лекций «Источниковедение истории СССР (до 1861 г.)», «Юго-славянская кириллическая и глаголическая палеография», «Количественные методы в исторических исследованиях», «Введение в археографию»; спецкурсы «Генезис капитализма в России», «Методические основы изучения основных разновидностей исторических источников российского средневековья», «Особенности российского исторического процесса».
Член-корреспондент АН СССР с 26 декабря 1990 года по Отделению истории (история СССР), академик с 26 мая 2000 года. Член бюро Отделения истории РАН (1991—2002).
Член редколлегии журналов «История СССР/Отечественная история» (1966—1975, 1992—1997) и «Вестник Московского университета». Председатель Научного совета РАН по проблемам аграрной истории (1992—2007). Входил в состав Международного клиометрического общества (член), Межведомственной комиссии по историческому образованию, совета РГНФ, учёного совета ГИМ (2001—2007). В течение ряда лет был членом секции истории Комитета по Государственным премиям СССР и гуманитарной секции Комиссии по Государственным премиям РФ.
Похоронен на Николо-Архангельском кладбище в Москве.

## Научная деятельность
Специалист в сфере древнерусского и византийского права, аграрного развития России XVII—XVIII веков, генезиса капитализма и проблем становления крепостного права в России. В своих исследованиях использовал количественные методы, применив их, например, к анализу материалов писцовых книг. В результате удалось установить достоверность сведений писцовых книг и выявить важнейшие черты аграрного развития страны в эпоху после Смуты. Так, было выяснено, что две формы крупного землевладения (вотчины и поместья) имеют по многим экономическим показателям существенные качественные различия, причем большей хозяйственной устойчивостью отличались вотчины (вопреки традиционному представлению об исторической «прогрессивности» поместного землевладения).
Главным трудом жизни академика можно признать его «Великорусского пахаря», в котором он предложил новаторскую концепцию социально-экономического развития России с её тяготением к освоению новых земель, исключительной ролью крестьянской общины и государства как регулятора общественных и производственных отношений. Книга приобрела мгновенную популярность и выдержала несколько изданий ещё при жизни автора. В начале 1990-х годов возглавлял коллектив учёных, который в результате исследования авторского стиля древнерусских книжников, пришёл к выводу, что "Слово о полку Игореве", статьи Ипатьевской летописи и произведения Кирилла Туровского имели определённую общность в структуре языка повествования.
Автор около 150 научных публикаций, в том числе 6 монографий. Подготовил более 25 кандидатов наук.

### Россия — единство природы и истории
Главный труд Л. В. Милова — «Великорусский пахарь и особенности российского исторического процесса» — фундаментальное исследование российской деревни и особенностей российского исторического процесса в XVIII в., в котором в научный оборот были введены архивные материалы разнообразного типа: от вотчинных хозяйственных книг и «наказов» вотчинным приказчикам, губернской и монастырской хозяйственной и административной документации, инструкций по управлению, исторических и топографических описаний различных губерний и городов Российской империи и т. п., «Записок» путешественников, дневников, эпистолярных свидетельств и т. д. Л. В. Милов также проанализировал труды российских и советских учёных, изучавших социальную и экономическую историю и такие ключевые проблемы, как оценка роли географического фактора, климатических условий и, соответственно, вопроса о характере систем земледелия, приёмах обработки пашни, систем севооборота и т. д.
Российский крестьянин вёл хозяйство на малоплодородных почвах в условиях короткого вегетационного сезона, что, в отличие от стран Западной Европы с более мягким климатом, не обеспечивало условий для развития единоличного хозяйства. «Компенсационным механизмом» в данных условиях стала крестьянская община, сохранявшая эту функцию на протяжении почти всей тысячелетней истории русской государственности, ибо «крестьянское хозяйство как производительная ячейка так и не смогло порвать с общиной, оказывавшей этому хозяйству важную производственную помощь в критические моменты его жизнедеятельности», указывает Милов.
Ограниченность валового и особенно прибавочного продукта обусловила специфику российской государственности, вынужденной принимать на себя хозяйственно-экономические функции, формировать общественное разделение труда сверху, поскольку отсутствие аграрного перенаселения, слабое развитие ремесленно-промышленного производства, постоянная нехватка рабочих рук в земледелии не создавали естественных предпосылок для промышленного развития снизу. Русское государство вынуждено было создавать т. н. «всеобщие условия производства»: в XVI—XVII вв. строить пограничные крепости-города, оборонительные сооружения в виде засечных полос, крупные металлургические производства, а в XVIII в. — огромные каналы, сухопутные тракты, заводы, фабрики, верфи, портовые сооружения. При этом использовался «принудительный труд сотен тысяч государственных и помещичьих крестьян». Л. В. Милов подчеркивает, что в условиях России «функционирование многих отраслей экономики без важнейшей роли государства, её государственного сектора, элиминировавшего безжалостные механизмы стоимостных отношений, было невозможно на всем протяжении российской истории». При «крайней упрощённости российской системы самоорганизации общества» резче всего проявлялись военная, карательно-охранительная и религиозные функции государства, а функции управления осуществлялись через общинное самоуправление города и деревни.
Низкий объём совокупного прибавочного продукта и господство общины объясняет и фактическое отсутствие частной собственности земельного владения дворянина: «Вся история русского народа и специфичность ведения земледельческого хозяйства не способствовали вызреванию сколько-нибудь твердых традиций частной собственности на землю». Это не только составляло «важнейшую особенность российской государственности», но и «во многом предопределило и специфику положения иных народов России, которое нередко было более благоприятным, чем положение русских».
Развитие промышленности «сверху» породило при Петре Великом «ещё более жестокие, более грубые формы эксплуатации, чем самые суровые формы феодальной зависимости, появились люди, являющиеся принадлежностью фабрики и продающиеся вместе с ней… В то же время нельзя не признать, что чисто эволюционное развитие в весьма своеобразных природно-климатических условиях имело своим результатом лишь веками бытовавшие слабые ростки т. н. „неадекватных форм капитала“ с относительно высоким уровнем оплаты труда, господством поденной и краткосрочной форм найма и ничтожной возможностью капиталистического накопления и расширения производства». Милов обратил внимание на то, что уровень промышленной прибыли на протяжении долгого исторического периода «уступал в России размерам торговой прибыли». Это побуждало государство бороться за новые территории и выходы к незамерзающим портам для торговли. При этом Екатерина Великая, положив конец традиционной политике насильственного «посословного разделения труда» и развернув кампанию «законодательного поощрения крестьянской торговли и промышленности», вместе с тем была вынуждена усилить режим крепостного права, чтобы удержать крестьян на земле.
Таким образом, главный вывод труда Л. В. Милова состоит в том, что «в Восточной Европе на протяжении тысячелетий совокупность… необходимых потребностей индивида была существенно больше, чем на Западе Европы, а условия для их удовлетворения гораздо хуже… Это объективная закономерность, отменить которую человечество пока не в силах. Именно это обстоятельство объясняет выдающуюся роль государства в истории нашего социума как традиционного создателя и гаранта „всеобщих условий производства“».

## Награды и звания
Лауреат Государственной премии Российской Федерации 2000 года за монографию «Великорусский пахарь и особенности российского исторического процесса» и Ломоносовской премии МГУ (2003) за педагогическую деятельность.
Заслуженный профессор МГУ (1998), почётный профессор Цзыминского университета (КНР, 2002).

## Личная жизнь
Был женат на историке, заведующей кафедрой политологии и социологии МГСУ Ирине Владимировне Миловой (урожд. Гравве; 1931—2008); дочь Ольга (род. 1956) — историк.

## Основные работы
Книги
- «Закон Судный людем Краткой редакции» (1961; совм. с М. Н. Тихомировым);
- «Закон Судный людем Пространной и Сводной редакций» (1961; совм. с М. Н. Тихомировым);
- «Исследование об „Экономических примечаниях“ к Генеральному межеванию (к истории русского крестьянства и сельского хозяйства второй половины XVIII в.)» (1965);
- «Всероссийский аграрный рынок. XVIII — начало XX вв. (Опыт количественного анализа)» (1974; в соавт. с И. Д. Ковальченко);
- «Количественные методы в исторических исследованиях» (1984, в соавт.);
- «Тенденции аграрного развития России первой половины XVII в. Источник, компьютер и методы исследования» (1986, в соавт. с М. Б. Булгаковым и И. М. Гарсковой);
- «От Нестора до Фонвизина: новые методы определения авторства» (1994; в соавт.);
- «История России с начала XVIII до конца XIX вв.» (1996, в соавт. с А. Н. Бохановым и П. Н. Зыряновым);
- «Великорусский пахарь и особенности российского исторического процесса» (1998, 2001, 2003; 2-е изд. 2006);
- «История России с древнейших времён до начала XXI в.» (В 3-х томах, 2006; редактор):

Том 1. История России с древнейших времен до конца XVII века
Том 2. История России XVIII—XIX веков
Том 3. История России ХХ — начала XXI века;
- По следам ушедших эпох : Статьи и заметки / Отделение историко-филологических наук РАН. — М.: Наука, 2006. — 736, [2] с. — 700 экз. — ISBN 5-02-035129-6.
- «Исследования по истории памятников средневекового права» (2009).

Статьи
- Классовая борьба крепостного крестьянства в России в XVII XVIII вв.: некоторые проблемы теории // «Вопросы истории» 1981, № 3.
- «Природно-климатический фактор и особенности российского исторического процесса» // «Вопросы истории» 1992, № 4-5.